# Amanda Sirico
Amanda Sirico (30 gennaio 1996) è una schermitrice statunitense, specializzata nella spada.

## Palmarès
- Mondiali

Wuxi 2018: oro nella spada a squadre.